# Медвежье (Вологодская область)
Медвежье — деревня в Шекснинском районе Вологодской области.
Входит в состав сельского поселения Сиземского (с 1 января 2006 года по 8 апреля 2009 года входила в Чаромское сельское поселение), с точки зрения административно-территориального деления — в Чаромский сельсовет.
Расстояние по автодороге до районного центра Шексны — 18 км, до центра муниципального образования Чаромского — 4,5 км. Ближайшие населённые пункты — Трошино, Потеряево, Самсоница, Сватково, Полежаево, Рамешка, Гущино.
По переписи 2002 года население — 33 человека (19 мужчин, 14 женщин). Всё население — русские.